# 몬타촐리
몬타촐리(이탈리아어: Montazzoli)는 이탈리아 아브루초주 키에티도에 있는 코무네이다.